# Pseudanthocotyloides banghami
Pseudanthocotyloides banghami är en plattmaskart. Pseudanthocotyloides banghami ingår i släktet Pseudanthocotyloides och familjen Mazocraeidae. Inga underarter finns listade i Catalogue of Life.